# Antésite
 (mars 2016).
Si vous disposez d'ouvrages ou d'articles de référence ou si vous connaissez des sites web de qualité traitant du thème abordé ici, merci de compléter l'article en donnant les références utiles à sa vérifiabilité et en les liant à la section « Notes et références ».
Ne pas confondre avec Enthésite, maladie en rhumatologie.
L'Antésite est un concentré liquide à base de réglisse, mis au point en 1898 par Noël Perrot-Berton, apothicaire à Voiron (Isère).

## Présentation
L'Antésite est mis au point par l'apothicaire Noël Perrot-Berton qui entendait ainsi lutter contre la croissance de l'alcoolisme, notamment chez les cheminots et sur les chantiers et commercialisé en 1898.
Le concentré est utilisé dilué dans de l'eau, à raison de 10 gouttes pour un verre. Sans sucre ni édulcorant et il existe en plusieurs parfums.

### Nom
Le nom « Antésite » pourrait provenir d'une anagramme du mot « anisette » ou encore du grec anti (« contre ») et du latin sitis (« soif »).

## Implantation

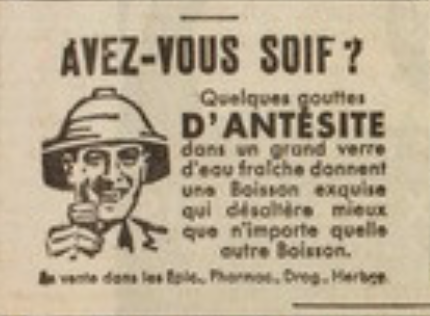
Réclame pour Antésite parue dans Le Petit Marocain (1939)

Depuis l'origine, le site de production et siège social de l'entreprise est installé à Coublevie (Isère), près de Voiron.
Le nom complet de la société est : Antésite et Noirot.
Le site ne se visite plus depuis octobre 2009, d'après l'office de tourisme du pays voironnais.

## Produits
Le groupe Antésite possède les marques Antésite et Théodule Noirot.

### Marque Antésite
Le Groupe Antésite produit les Antésites traditionnels, à base de réglisse, avec diverses saveurs complémentaires :
- anis (le parfum d'origine),
- citron (créé dans les années 1920),
- menthe (créé dans les années 1920),
- orange (créé dans les années 1920),
- cola (1976),
- thé (1998),
- pamplemousse rose/citron vert (2010),
- eucalyptus/pin (2010)
- pomme/cannelle (2014).

En 2015, Antésite a également lancé deux gammes complémentaires, ne comprenant pas toutes de réglisse :
Fruisite, extraits de fruits : pamplemousse/agrumes, fraise/banane et framboise/grenade.
Thésite, extraits de thé noir aromatisé : pêche, framboise et menthe.
L'Antésite est commercialisée dans des flacons en verre couverts d'un bouchon en plastique coloré. Le volume des flacons est de 13 cL, et à chaque saveur correspond une couleur de bouchon spécifique: rouge pour la saveur anis, vert pour la saveur menthe, jaune pour la saveur citron, etc.
L'Antésite comme tous les produits à base de réglisse contient de l'acide glycyrrhizique, l'Antésite en a la concentration la plus élevée, 23 g/l. La consommation excessive d'Antésite à la réglisse, de façon prolongée, peut entraîner une hypertension artérielle et une hypokaliémie.

### Marque Théodule Noirot
Antésite exploite les produits Théodule Noirot : extraits Noirot, boissons alcoolisées et boissons non alcoolisées.